# Prijelazna trišlja
Prijelazna trišlja (lat. Pistacia × saportae), hibridna vrsta pistacije između P. lentiscus i P. terebinthus. U Dalmaciji na Visu je poznata kao zmaska, a raste i na Lastovu, Korčuli, Mljetu i Konavlima. Lišće joj požuti i opada u proljeće istodobno s pupanjem.